# Déchet ultime
Pour un article plus général, voir Déchet.
Au sens de la réglementation française, un déchet ultime  est défini comme un déchet, qui n’est plus susceptible d’être traité dans les conditions techniques et économiques du moment, notamment par extraction de la part valorisable ou par réduction de son caractère polluant ou dangereux,.

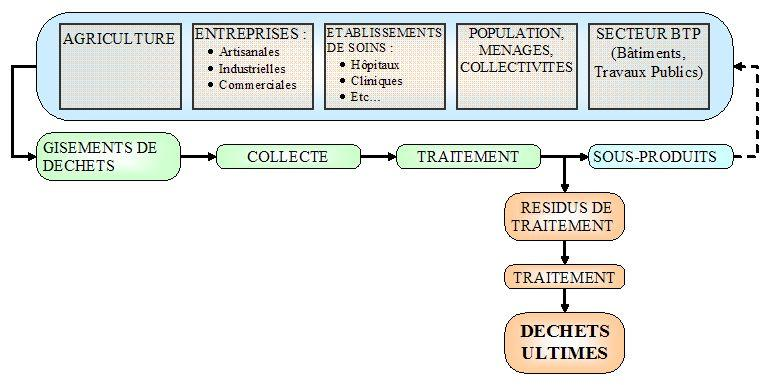
De la production aux déchets ultimes

Les déchets ultimes sont ceux situés en bout de chaîne de traitement, c’est-à-dire que leurs caractères polluants ou dangereux ne sont plus à même d'être réduits davantage. De la même manière, leurs parts valorisables ne sont plus économiquement et/ou techniquement extractibles. Ils doivent être éliminés.

## Histoire
Après la loi-cadre de 1975, la loi-cadre déchets de 1992 crée une définition relative au déchet « ultime ». Ce dernier est défini comme « un déchet résultant ou non du traitement d’un déchet, qui n’est plus susceptible d’être traité dans les conditions techniques et économiques du moment, notamment par extraction de la part valorisable ou par réduction de son caractère polluant ou dangereux ».
En 2002, une circulaire souligne que « le caractère ultime d’un déchet s’apprécie au regard du système global de collecte et de traitement, mais ne peut s’estimer à l’entrée d’une décharge ».

## Critique
Cette définition légale est dénoncée par de nombreuses associations de défense de l'environnement comme étant à géométrie variable et permettant à de nombreuses collectivités territoriales d'utiliser des modes de traitement minimalistes comme l'enfouissement en CSDU de déchets susceptibles d'être encore traités.

## Valorisation
Certaines techniques permettent de valoriser malgré tout les déchets ultimes.